# Прохладное (Восточно-Казахстанская область)
Прохладное (каз. Прохладное) — упразднённое село в Кокпектинском районе Восточно-Казахстанской области Казахстана. Входило в состав Кокжайыкского сельского округа. Ликвидировано в 1999 г.